# Гірнича промисловість Ірландії
Гірнича промисловість Ірландії

## Загальна характеристика
Мінерально-сировинний сектор економіки зосереджений на видобутку поліметалічних руд і торфу.
Ірландія є основним продуцентом цинку в концентратах у Європі: у 2000 р. в країні його було отримано 263 тис. т, що склало близько 26% європейського виробництва. Випуск свинцю в концентратах – 57 тис. т 2-е місце серед європейських країн після Швеції (табл. 1, 2).
Таблиця 1. - Динаміка виробництва свинцю і цинку в концентратах в Ірландії, тис. т
|         | 1996 | 1997 | 1998 | 1999 | 2000 |
| Цинк    | 163  | 193  | 180  | 200  | 263  |
| Свинець | 45   | 45   | 36   | 39   | 57   |

Таблиця 2. – Динаміка видобутку основних видів мінеральної сировини в Ірландії (тис.т)*. 
| Мінеральна сировина                  | 1999  | 2000  | 2001  |
| Свинець (метал в концентраті)        | 39,2  | 57,5  | 44,5  |
| Цинк (метал в концентраті)           | 200,2 | 263,0 | 298,1 |
| Свинець (т в свинцевому концентраті) | 10,4  | 16,7  | 8,7   |
| Гіпс                                 | 500   | 500   | 500   |
| Вугілля                              | 0     | 0     | 0     |
| Свинець металічний                   | 10,0  | 8,5   | 9,8   |
| Глинозем                             | 1 300 | 1 300 | 1 400 |
| Природний газ, млрдм.куб.            | 1,40  | 1,23  | 1,02  |

- Mining Annual Review 2002

## Окремі галузі
Поліметали. До 1997 р. основний видобуток руд і виробництво цинкових і свинцевих концентратів в Ірландії здійснювався на руднику Тара, що належить фінській компанії Outokumpu Oy. Рудник відпрацьовує родовище Наван в графстві Міт (Meath). На збагачувальній фабриці цього підприємства в 1990-і роки переробляли до 2.6 млн т руди і одержували до 346 тис. т Zn-концентратів з 56.16% Zn, і 74 тис. т Pb-к-тів із вмістом Pb 60.6%. У 2000 р. на руднику Тара було отримано 152 тис. т цинку і 35 тис. т свинцю в концентратах, які постачалися на металургійні підприємства Європи компанією Outokumpu Zinc BV (Роттердам). 
На 2002 р. загальні запаси родовища Наван – бл. 28.8 млн т руди із вмістом Zn – 8.1%, Pb – 2.2%. Поряд – родов. Була (Bula) з прогнозними ресурсами 8 млн т руди із вмістом Zn  – 10%, Pb – 2%. Вони забезпечать роботу рудника до 2015 р. Компанія Outokumpu Oy планує до 2004 р. довести виробництво цинку в концентратах на підприємстві Тара до 200 тис. т, а свинцю – до 50 тис. т.
У 1997-2000 рр. в Ірландії спостерігалося значне збільшення загального виробництва цинку в концентратах в зв'язку з введенням в ці роки до ладу двох нових свинцево-цинкових рудників – Галмой і Лішін.
Рудник Галмой (за 110 км на південний захід від м. Дублін), належить компанії Arcon International Resources і відпрацьовує відкрите в 1986 р. однойменне родовище. Галеніт-сфалеритові руди родов. локалізуються у вапняках ранньокам'яновугільного віку, де утворюють пологі пластові і лінзові рудні тіла, найбільші з яких – CW, G, K. Середній вміст цинку в рудах - 11.6-13.65%, свинцю - 0.78-2.1%. 
Підтверджені запаси руд CW, G (1995) - 6.27 млн т із вмістом Zn - 12.85%, Pb - 1.26%. Загальні запаси руди в тілі “К” - 1.2 млн т при вмісті Zn - 12.66%, Pb - 2.71%. Гірничо-збагачувальне підприємство Галмой введене в експлуатацію компанією Arcon International Resources в 1997 р. Рудні тіла розкриті за допомогою похилого шахтного стовбура; їх відробляння здійснюється камерно-стовповим способом. На збагачувальній фабриці щорічно переробляють бл. 850 тис. т руди і одержують 96.2 тис. т цинку і 11.3 тис. т свинцю в концентратах. Вилучення цинку - 94%, свинцю - 70%. Підприємство Галмой забезпечене розвіданими запасами свинцево-цинкових руд на 15-20 років.
Свинцево-цинкове родов. Лішін знаходиться за 8 км від рудника Галмой. Загальні запаси родов. складають бл. 22.2 млн т свинцево-цинкових руд із вмістом Zn - 11.5%, Pb - 2.0%, Ag - 26 г/т. В останні роки компанія Ivernia West plc проводить розвідку свинцево-цинкового родовища Балліналак (Ballinalack), розташованого поряд з рудником Лішін. Прогнозні ресурси нового об'єкта - 7.4 млн т руди, що містить 7.5% Zn і Pb. Гірничо-збагачувальне підприємство Лішін має проектну потужність 1.5 млн т руди на рік. Перший к-т отримано компаніями Anglo Base Metals Ltd. і Ivernia West plc в 1999 р.
Експертна оцінка показує, що наступні 20-30 років Ірландія буде в Європі лідером з виробництва свинцю і цинку в концентратах і впливатиме на світову кон'юнктуру цих металів.
Родовище природного газу Севен-Хедс планується ввести в експлуатацію в кінці 2003 р. з початковим рівнем видобутку 1.4 млн куб.м/ [Petroleum Economist,  2003. V.70].

## Освіта
У Ірландії діють 9 університетів, всі вони користуються підтримкою держави. Найстаріший – Дублінський університет (Триніті-коледж), заснований в 1591. Національний університет Ірландії був заснований в 1908 як федерація коледжів. Серед нових університетів – Дублінський міський університет (1980) і університет Лімеріка (1989). Провідна наукова установа – Королівська Ірландська академія, яка займається фінансуванням наукових досліджень у всіх галузях знань.